# Гарифуллин, Казим Мугаллимович
Казим Мугаллимович Гарифуллин (род. 1 мая 1932, Зигитяк, Башкирская АССР) — доктор экономических наук, профессор.
Основными направлениями научных исследований являются: совершенствование методологии бухгалтерского учёта; нормативный метод управления затратами.

## Биография
- 28 июня 1955 года окончил Ленинградский финансово-экономический институт Министерства высшего образования СССР, педагогический факультет по специальности «Бухгалтерский учёт» и была присвоена квалификация «Преподаватель техникума»;
- С 1955 по 1958 годы — преподаватель техникума;
- С 1961 по 1967 годы — доцент, зав. кафедрой бухгалтерского учёта Пермского государственного университета;
- С 1967 по 1969 годы — зав. кафедрой бухгалтерского учёта Казанского сельхозинститута;
- С 1972 по 1986 годы — зам. директора по научной работе Государственного научно-исследовательского и проектного института по внедрению вычислительной техники в народное хозяйство;
- С 1989 по настоящее время — профессор Казанского государственного финансового института;
- 14 апреля 1989 года присуждена ученая степень доктора экономических наук и присвоено ученое звание профессора по кафедре бухгалтерского учёта.
- 14 февраля 1994 года присвоено почетное звание «Заслуженный экономист Республики Татарстан».
- 25 января 2002 года присвоено почетное звание «Заслуженный экономист Российской Федерации».

## Общественная деятельность
- член Татарского областного правления НТО «Приборпром», председатель секции "Аворматизированные системы управления татарского областного правления НТО Приборпром;
- председатель первичной организации НТО «Приборпром»;
- председатель Совета по экономическому образованию организации НТО «Волга»(1969—1986);
- консультант фирмы ICL КПО ВС;
- член института профессиональных бухгалтеров России
- пропагандист экономических и политических знаний;
- принимал участие в научном сотрудничестве между СССР и народной Республикой Болгарии по разработке методов создания АСУП (1975—1978 гг.).

## Научные разработки
- методическая документация по применению нормативного метода учёта затрат на целом ряде машино-приборо-строительных профессий (1961—1967 г.г.);
- отраслевая инструкция по применению нормативного метода учёта затрат на производство и калькулирования нормативной (плановой) и фактической себестоимости продукции (работ) на предприятиях приборостроения, средств автоматизации и систем управления (Утверждено Зам. Министра приборостроения 30 марта 1984 г.).

## Преподаваемые дисциплины
- Теория бухгалтерского учёта,
- Бухгалтерский учёт,
- Учет внешнеэкономической деятельности,
- Нормативный метод учёта затрат,
- Финансирование и кредитование предприятий.

## Награды
Медали
- «Ветеран труда»;
- «50 лет победы в Великой Отечественной войне 1941—1945 г.г.»;
- «60 лет в Великой Отечественной войне 1941—1945 г.г.»;
- «В память 1000 — летия Казани»,
- «Международная медаль им. Луки Пачоли» в честь 510 годовщины выхода в свет Трактата Луки Пачоли «О счетах и записях»;

Нагрудные знаки
- «За активную работу в НТО» — президиумом ВСНТО 27.02.1985 г.;
- Памятный знак Республики Татарстан в честь 55-й годовщины победы в Великой Отечественной войне 1941—1945 г.г.;
- медали ВДНХ — Золотая (01.12.78 г.), серебряная (08.12.74 г.), серебряная медаль (04.06.81 г.).

## Научные труды
Количество опубликованных научно-методических работ составляет около 190 единиц с общим объёмом 285 печатных листов.
- Организация нормативного учёта на машиностроительном заводе им. Дзержинского, Пермь, ЦБТИ, 1965, 7.0 п.л.;
- Себестоимость продукции и резерва её снижения (в соавторстве), Казань, Татарское книжное издательство, 1973, 4.2 п.л.;
- Нормативный учёт в промышленном птицеводстве, Москва, Россельхозиздат, 1975, 4.2 п.л.;
- Учет и калькулирование в автоматизированной подсистеме управления себестоимостью продукции, Казань, Издательство Казанского университета, 1986, 14.18 п.л.;
- Бухгалтерский учёт в АСУ: Учебное пособие (в соавторстве) — Ленинград, Ленинградский финансово-экономический институт, в трех частях, 1984, 15 п.л.;
- Учет затрат на производство и калькулирования себестоимости продукции на промышленных предприятиях, Казань, Изд-во Казанского финансово-экономического института, 1992, 7.0 п.л.;
- Бухгалтерский учёт: Учебное пособие (в соавторстве), Казань, Изд-во Казанского финансово-экономического института, 1993, 23 п.л.;
- Финансово-экономические и юридические термины: Толковый словарь на русском и татарском языках: научно-популярное издание (в соавторстве). Под научным руководством д.э.н., профессора Гарифуллина К. М., Казань, Изд-во Казанского финансово-экономического института, 1996, 11.0 п.л.;
- Международные и внешнеэкономические аспекты бухгалтерского учёта: Учебное пособие, (в соавторстве), Казань, Изд-во Казанского финансово-экономического института, 1997, 9.5 п.л.;
- Бухгалтерский учёт и система национальных счетов: проблемы гармонизации учётно-аналитической информации о продукции (в соавторстве),Казань, Изд-во Казанского финансово-экономического института, 1999, 9 п.л.;
- "Бухгалтерский финансовый учёт: Учебное пособие. Рекомендовано Учебно-методическим объединением вузов (в соавторстве), Казань, Изд-во Казанского государственного финансово-экономического института, 2002, 29.7 п.л.;
- «Рыночная концепциянормативного учёта затрат»//«Все для бухгалтера». — 2004. — № 10.
- Управление затратами, Казань, Издательство Казанского финансово-экономического института, 2005, 19.75 п.л.;
- Управление затратами. Второе издание, переработанное и дополненное. — Казань.: Изд-во КФУ, 2011, 370с.;
- Развитие учёта затрат в системе внутреннего управления сельскохозяйственной организацией. — Казань.: Изд-во «Центр инновауионных технологий», 2010 г., 360с. (в соавторстве с проф. Клычевой Г. С., доцентом Закировой А. Р.).[www.famous-scientists.ru/309/] (рус.)